# Yu (kana)
ゆ în hiragana sau ユ în katakana, (romanizat ca yu) este un kana în limba japoneză care reprezintă o moră. Caracterele hiragana și katakana sunt scrise fiecare cu două linii. Kana ゆ și ユ reprezintă sunetul pronunție în japoneză [ju͍].
Originea caracterelor ゆ și ユ este caracterul kanji 由.

## Variante
Minuscule de acest kana (ゅ și ュ) se folosesc în combinație cu alte kana care se termină cu -i ca să schimbă pronunția lor:
- きゅ sau キュ : pronunție în japoneză [kʲɯ] (romanizate ca kyu)[2]
- ぎゅ sau ギュ : pronunție în japoneză [gʲɯ] (romanizate ca gyu)
- しゅ sau シュ : pronunție în japoneză [ɕɯ] (romanizate ca shu)
- ちゅ sau チュ : pronunție în japoneză [cɕɯ] (romanizate ca chu)
- じゅ sau ジュ : pronunție în japoneză [ʑɯ] (romanizate ca ju)
- にゅ sau ニュ : pronunție în japoneză [nʲɯ] (romanizate ca nyu)
- ひゅ sau ヒュ : pronunție în japoneză [çʲɯ] (romanizate ca hyu)
- びゅ sau ビュ : pronunție în japoneză [bʲɯ] (romanizate ca byu)
- ぴゅ sau ピュ : pronunție în japoneză [pʲɯ] (romanizate ca pyu)
- みゅ sau ミュ : pronunție în japoneză [mʲɯ] (romanizate ca myu)
- りゅ sau リュ : pronunție în japoneză [ɺʲɯ] (romanizate ca ryu)

## Forme
| Formă                                   | Rōmaji | Hiragana        | Katakana        |
| --------------------------------------- | ------ | --------------- | --------------- |
| Fără semne diacritice: y- (や行 ya-gyō) | yu     | ゆ              | ユ              |
| Fără semne diacritice: y- (や行 ya-gyō) | yuu yū | ゆう, ゆぅ ゆー | ユウ, ユゥ ユー |

## Ordinea corectă de scriere
|                                      |
| Ordinea corectă de scriere pentru ゆ |

|                                      |
| Ordinea corectă de scriere pentru ユ |

## Alte metode de scriere
- Braille:

| －・ －－ ・・ |

- Codul Morse: －・・－－